# Robert Lamezan-Salins

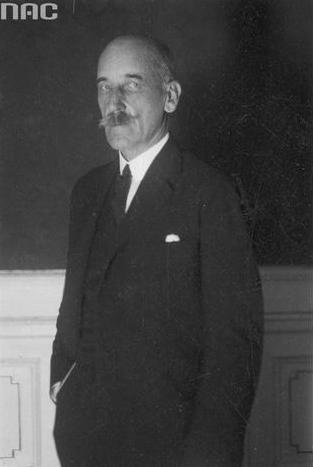
Robert Lamezan-Salins w cywilu

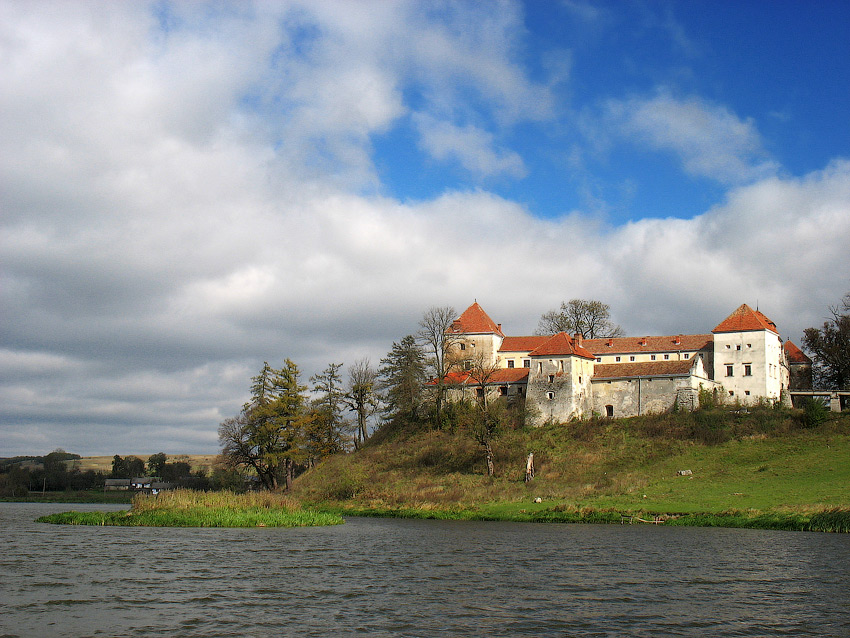
Zamek w Świrzu

Robert Franciszek Fean Walenty Lamezan de Salins (ur. 14 sierpnia 1869 w Mödling, zm. 29 listopada 1930 w Świrzu) – hrabia, generał major cesarskiej i królewskiej Armii oraz generał dywizji Wojska Polskiego, kawaler Orderu Virtuti Militari.

## Życiorys

### Rodzina
Był synem Edwarda, prezesa Sądu Krajowego, i Marii de Mack. Piotr Stawecki podaje, że był potomkiem austriackiej rodziny arystokratycznej pochodzenia francuskiego. Problemy z określeniem narodowości generała następująco przedstawia Jan Rydel: Według akt austriackich języka polskiego wcale nie znał, a jedynem jego związkiem z Polską byłaby jego służba w Galicji i małżeństwo z Polką, hrabianką Ireną z Wolańskich primo voto Pinińską. W aktach polskich Lamezan podał narodowość polską. Deklarację tę wzmacnia fakt, że powierzono mu bardzo odpowiedzialne misje wojskowo-dyplomatyczne.
Wspomnianą Irenę Martynę Wolańską poślubił w 1903, wcześniej zamężną z hr. Aleksandrem Augustem Pinińskim (1864–1902). Ich córka, Irena (ur. 1904), została żoną późniejszego generała – Tadeusza Komorowskiego. Lamezan de Salins miał także dwóch przybranych synów z pierwszego małżeństwa żony (jego pasierbem był Mieczysław Piniński (1895–1945)). Nosił tytuł hrabiego Świętego Cesarstwa Rzymskiego.

### Służba w cesarskiej i królewskiej Armii
Służbę rozpoczął 18 sierpnia 1890 w Morawskim Pułku Dragonów Nr 6 w Brnie. W latach 1894–1896 był słuchaczem Szkoły Wojennej w Wiedniu. 18 października 1907 został wyznaczony na stanowisko attaché wojskowego przy c. i k. Ambasadzie w Paryżu i Poselstwie w Brukseli. 1 listopada 1911 został mianowany podpułkownikiem. W 1912 został przydzielony do Czeskiego Pułku Dragonów Nr 7 w Stanisławowie. W maju 1913 został mu udzielony urlop zdrowotny. 1 sierpnia 1914 został mianowany pułkownikiem i powołany do służby czynnej. W czasie I wojny światowej był początkowo szefem sztabu Komendy Wojskowej we Lwowie, a następnie szefem sztabu Korpusu Hofmanna. Z dniem 1 stycznia 1919 został spensjonowany.

### Służba w Wojsku Polskim
5 grudnia 1918 został przyjęty do Wojska Polskiego. Od stycznia do czerwca 1919 był szefem Polskiej Misji Wojskowej w Bukareszcie. Od 10 do 15 czerwca tego roku był polskim przedstawicielem przy misji alianckiej we Wschodniej Małopolsce, po czym, do 20 lipca dowodził Okręgiem Etapowym „Lwów”. Następnie przewodniczył delegacji polskiej pertraktującej z Rumunią o Pokucie. Od 11 sierpnia do 7 grudnia tego roku kierował Polską Misją Wojskową w Berlinie. Po powrocie do kraju objął dowództwo 12 Dywizji Piechoty i sprawował je do 10 stycznia 1920. Formalnie został zwolniony ze tego stanowiska 12 marca.
11 stycznia 1920 został wyznaczony na stanowisko dowódcy Okręgu Generalnego „Pomorze”. W marcu otrzymał przeniesienie do Lwowa na równorzędne stanowisko dowódcy Okręgu Generalnego „Lwów”. Od 20 sierpnia do 16 września 1920, w decydującej fazie wojny z bolszewikami dowodził Frontem Południowo-Wschodnim i 6 Armią. Był członkiem Wydziału Wykonawczego Obywatelskiego Komitetu Wykonawczego Obrony Państwowej we Lwowie w 1920 roku Następnie powrócił na poprzednie stanowisko. Dowodził okręgiem lwowskim do 31 sierpnia 1921, po czym został urlopowany z powodów zdrowotnych, a z dniem 1 lipca 1922 – przeniesiony w stan nieczynny. W sierpniu 1923 powrócił do służby czynnej. Pozostawał w dyspozycji szefa Oddziału V Sztabu Generalnego WP. Był prezesem Małopolskiego Klubu Jazdy.
Z dniem 30 września 1926 został przeniesiony w stan spoczynku. Osiadł w majątku Świrz w powiecie przemyślańskim, gdzie odnowił tamtejszy zamek.
Kilka miesięcy przed śmiercią jego córka Irena poślubiła Tadeusza Komorowskiego. Zmarł 29 listopada 1930 w Świrze, 1 grudnia 1930 został pochowany na cmentarzu Łyczakowskim. Na tamtejszym grobowcu prof. Leona Pinińskiego została umieszczona tablica pamiątkowa, na której został wymieniony Robert Lamezan-Salins i jego żona Irena (1871–1929), pochowani w krypcie kaplicy zamkowej w Świrzu.

## Opinia
W grudniu 1922 ówczesny szef sztabu Generalnego WP i przewodniczący Biura Ścisłej Rady Wojennej, marszałek Józef Piłsudski, sporządził opinie 95 generałów pozostających w służbie czynnej. Generała Roberta Lamezan de Salins scharakteryzował w sposób następujący:
Do operacji, zdaniem moim, zupełnie niezdatny. Dowodziłby zawsze bardzo i bardzo miernie. W razie potrzeby zdatny do użycia jako dowódca OK, tylko – broń Boże – nie w Galicji, a specjalnie wschodniej, gdzie natychmiast ulegnie manii protekcyjnej w stosunku do znajomych, kolegów, krewnych i przyjaciół. Gładki w obejściu, mógłby być użyty w misjach dyplomatycznych, w których potrzebna jest jedynie obserwacja, a nie charakter czy wymaganie.

## Awanse
- Podporucznik (Leutnant) – 1 września 1890
- Porucznik (Oberleutnant) – 1894
- Rotmistrz (Rittmeister II kl.) – 1898
- Rotmistrz (Rittmeister I kl.) – 1900
- Major – 1908
- Podpułkownik (Oberstleutnant) – 1911
- Pułkownik (Oberst) – 1 sierpnia 1914
- generał major (Generalmajor) – 9 lutego 1918 ze starszeństwem z dniem 1 listopada 1917[14]
- generał dywizji – zweryfikowany ze starszeństwem z dniem 1 czerwca 1919

## Ordery i odznaczenia
- Krzyż Srebrny Orderu Wojskowego Virtuti Militari (1922)[15]
- Krzyż Walecznych
- Komandor Legii Honorowej (1921 – zezwolenie Naczelnika Państwa)[16]